# Корхонен, Урпо
Урпо Корхонен (фин. Urpo Korhonen; 8 февраля 1923 года, Рауталампи — 10 августа 2009 года, Лахти) — финский лыжник, чемпион Олимпийских игр 1952 года. Сын писателя Вейко Матиаса Корхонена.

## Карьера
На Олимпийских играх 1952 года в Осло, стал олимпийским чемпионом в эстафетной гонке, в которой он бежал третий этап, уйдя на свой этап лидером с преимуществом от второго места в 2,5 минуты, он сохранил уверенное лидерство позволив, занимающем второе место норвежцам, сократить разрыв лишь на 10 секунд. В остальных гонках олимпийского турнира участия не принимал
На чемпионатах Финляндии побеждал дважды, оба раза в эстафете.
Кроме лыжных гонок занимался лёгкой атлетикой, специализируясь в беге на длинные дистанции. Лучший результат, 5-е место в беге на 10 000 метров на чемпионате Финляндии 1952 года.
После завершения спортивной карьеры работал лесником, так же писал книги в жанре военной фантастики. Его отец, Вейко Матиаса Корхонен также был писателем.